# Pseudagrion pilidorsum
Pseudagrion pilidorsum – gatunek ważki z rodziny łątkowatych (Coenagrionidae).